# Janiroidea
Janiroidea (лат.) — надсемейство водяных осликов из отряда равноногих ракообразных (Asellota, Isopoda).

## Описание
Мелкие ракообразные. У самки плеопод 1 отсутствует; вторая пара плеопод слита медиально, образуя единую оперкулярную пластинку, закрывающую бранхиальную камеру. Самцы с первой парой плеопод, сросшихся по средней линии; симпод второго плеопода крупный, экзопод маленький, эндопод хорошо развит, двухсегментный, образующий копулятивный орган. Симподы 1 и 2 плеопод самца вместе образуют оперкулюм.

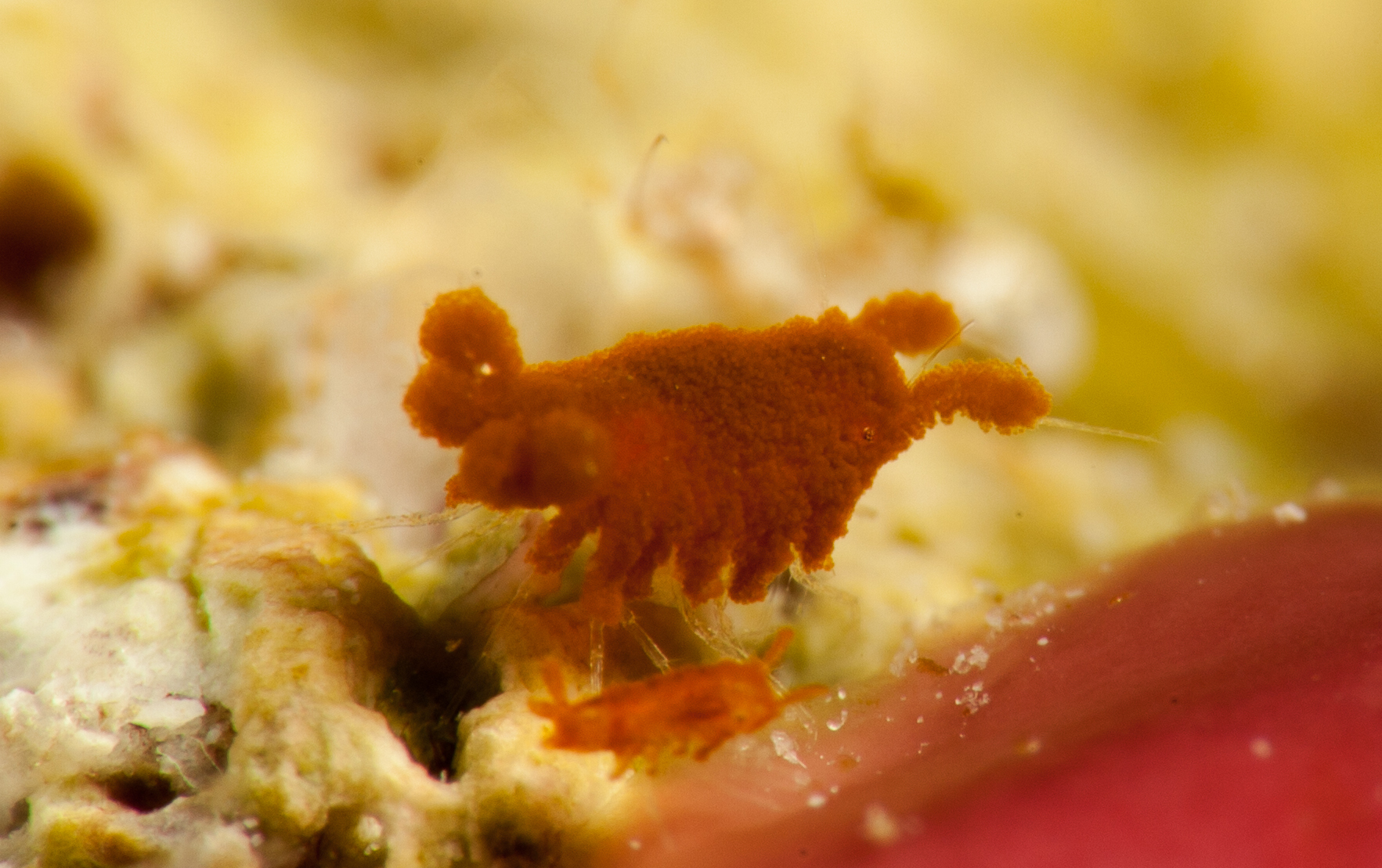
Santia (Santiidae)
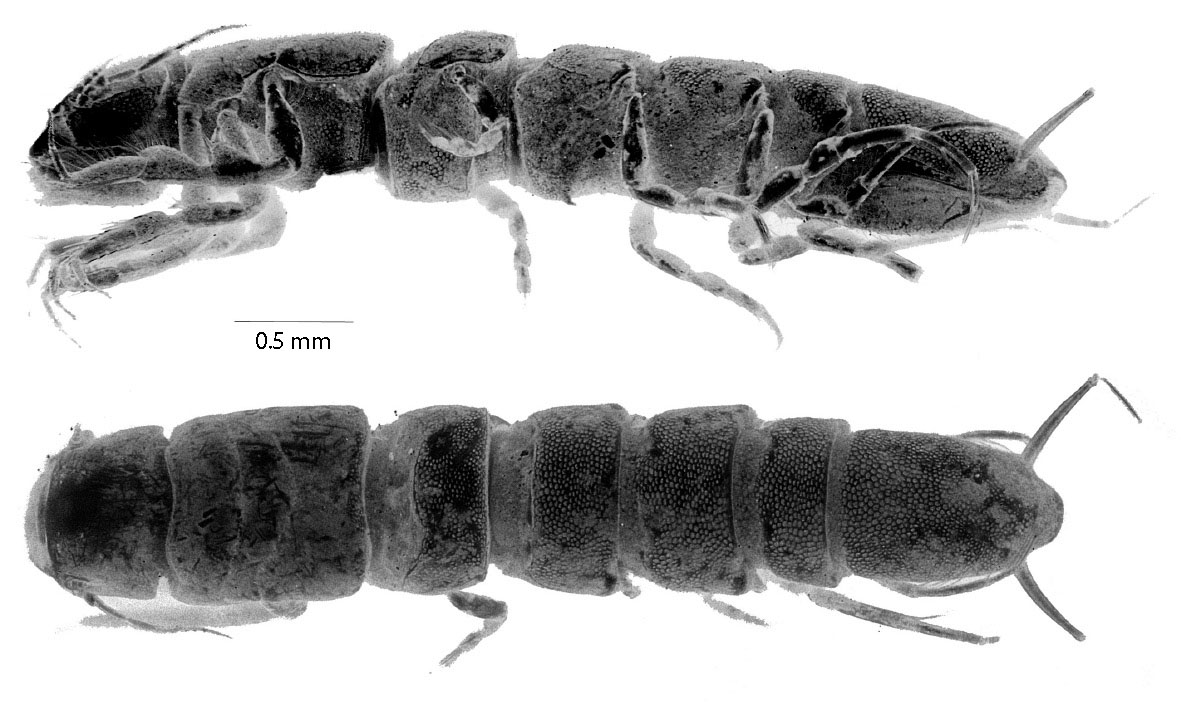
Macrostylis uniformis (Macrostylidae)
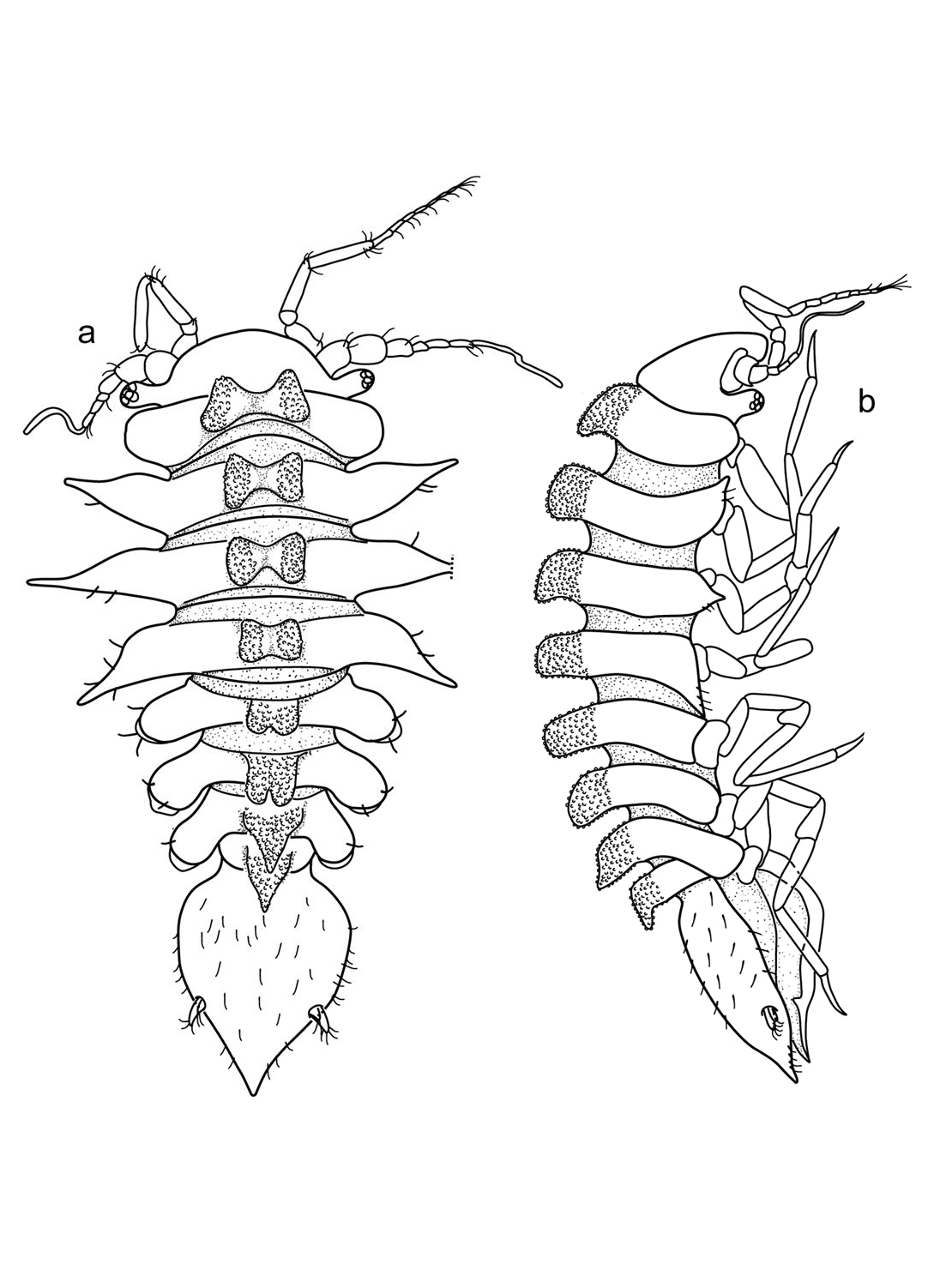
Coulmannia rossensis (Paramunnidae)
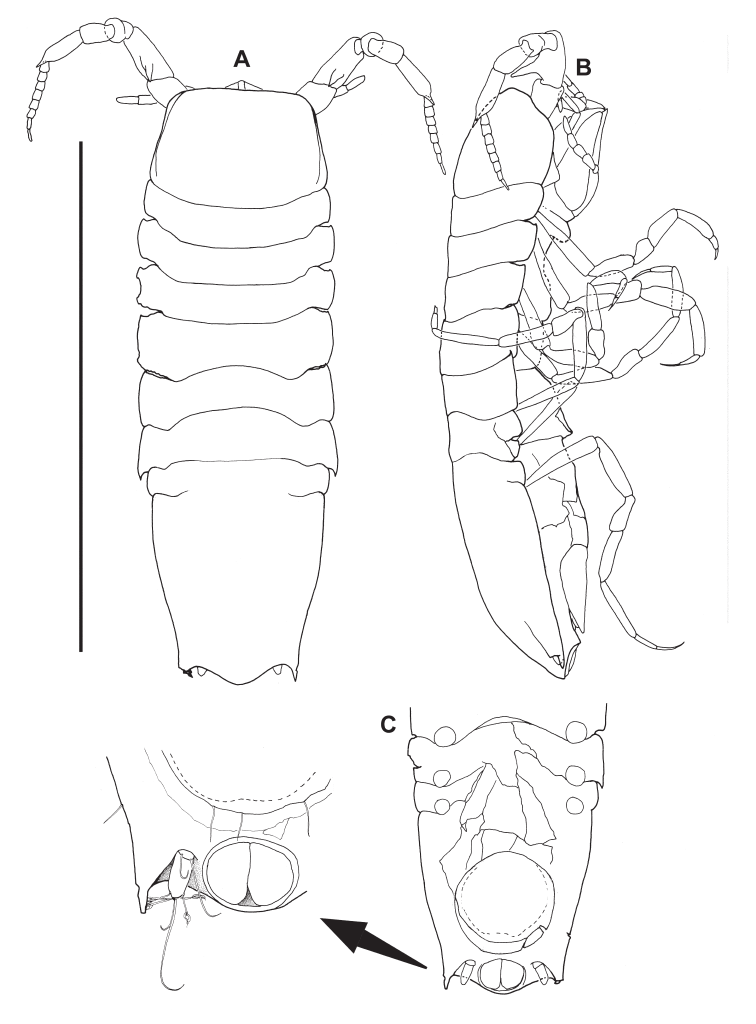
Haploniscus astraphes (Haploniscidae)

## Систематика
Включает более 20 семейств.
По наиболее согласованным результатам филогенетических исследований в составе надсемейства Janiroidea признаны голофилетичными большинство глубоководных морских семейств (Munnopsididae, Desmosomatidae, Nannoniscidae, Macrostylidae, к которым по молекулярным данным примыкают Ischnomesidae, Mesosignidae и Janirellidae).
- Acanthaspidiidae Menzies, 1962
- Basoniscidae Wilson, 2024
- Dendrotiidae Vanhöffen, 1914
- Desmosomatidae Sars, 1899
- Echinothambematidae Menzies, 1956
- Haplomunnidae Wilson, 1976
- Haploniscidae Hansen, 1916
- Ischnomesidae Hansen, 1916
- Janirellidae Menzies, 1956
- Janiridae Sars, 1897
- Joeropsididae Nordenstam, 1933[8] (Joeropsis Koehler, 1885)[9]
- Katianiridae Svavarsson, 1987
- Lepidocharontidae Galassi, Bruce, Fiasca & Dole-Olivier, 2016[10] (Lepidocharon)
- Macrostylidae Hansen, 1916
- Mesosignidae Schultz, 1969
- Microparasellidae Karaman, 1933
- Mictosomatidae Wolff, 1965 (Mictosoma)
- Munnidae Sars, 1897
- Munnopsidae Lilljeborg, 1864
- Nannoniscidae Hansen, 1916
- Paramunnidae Vanhöffen, 1914
- Pleurocopidae Fresi & Schiecke, 1972 (Pleurocope)
- Santiidae Wilson, 1987
- Thambematidae Stebbing, 1913
- Urstylidae Riehl, Wilson & Malyutina, 2014[11] (Urstylis)
- Xenosellidae Just, 2005[12] (Xenosella)
- incertae sedis (около 10 родов: Astrurus — Jaerella — Leptaspidia — Prethura — Rhacura — Salvatiella — Sugoniscus — Tole — Trichopleon — Urias — Xostylus)